# NHK総合テレビ深夜のニュース枠
NHK総合テレビ深夜のニュース枠（エヌエイチケイそうごう-しんやのニュースわく）は、NHK総合テレビにて、毎日深夜に放送されている報道番組の一覧。

## 主な番組
平日
- NHKきょうのニュース・第1期（1960年 - 1963年3月）

※1963年4月 - 1974年3月はスポットニュースを放送
- NHKきょうのニュース・第3期（1974年4月 - 1984年3月）
- きょうのスポーツとニュース（1984年4月2日 - 1987年4月3日）
- NHKナイトワイド（1987年4月6日 - 1988年4月1日）
- NHKニュース&コメンタリー（1988年4月4日 - 1988年9月30日）
- NHKナイトニュース（1988年10月3日 - 1990年3月30日）
- ミッドナイトジャーナル（1990年4月2日 - 1993年3月26日）
- 23時のニュース/ナイトジャーナル（1993年4月 - 1994年3月）
- NHKニュース11（1994年4月4日 - 2000年3月31日）

※2000年4月 - 2006年3月はスポットニュースを放送
- スポーツ&ニュース（2006年4月3日 - 2007年3月30日）
- きょうのニュース&スポーツ（2007年4月2日 - 2010年3月26日）

※2010年4月 - 2011年3月はスポットニュースを放送
- NHKニュース24（2011年4月5日 - 2012年3月31日）
- NEWS WEB 24（2012年4月3日 - 2013年3月30日）
- NEWS WEB（2013年4月1日 - 2016年4月1日）
- ニュースチェック11（2016年4月4日 - 2019年3月29日）
- ニュースきょう一日（2019年4月1日 - 2021年3月26日）

※2021年4月以降はスポットニュースを放送
土曜
- NHKきょうのニュース・第1期（1960年 - 1963年3月）

※1963年4月 - 1974年3月はスポットニュースを放送
- NHKきょうのニュース・第3期（1974年4月 - 1984年3月）
- きょうのスポーツとニュース（1984年4月7日 - 1987年4月4日）
- NHKナイトワイド（1987年4月11日 - 1988年4月2日）

※1988年4月 - 9月はスポットニュースを放送
- NHKナイトニュース（1988年10月8日 - 1990年3月31日）

※1990年4月 - 2005年12月はスポットニュースを放送
- つながるテレビ@ヒューマン（2006年1月14日 - 2007年3月24日）

※2007年4月 - 2022年3月はスポットニュースを放送
- サタデーウオッチ9（2022年4月2日 - ）

日曜
- NHKきょうのニュース・第1期（1960年 - 1963年3月）

※1963年4月 - 1974年3月はスポットニュースを放送
- NHKきょうのニュース・第3期（1974年4月 - 1984年3月）
- きょうのスポーツとニュース（1984年4月8日 - 1985年3月31日）

※1985年4月 - 1988年9月はスポットニュースを放送
- NHKナイトニュース（1988年10月9日 - 1990年3月25日）

※1990年4月 - 2007年3月はスポットニュースを放送
- 未来観測 つながるテレビ@ヒューマン（2007年4月15日 - 2008年3月30日）

※2008年4月以降はスポットニュースを放送
単独枠
- ニュースセンターリポート(土曜、1975年4月 - 1978年3月)
- ニュースウィークリー(日曜、1981年4月 - 1985年3月)
- 土曜リポート(1982年4月 - 1984年3月)